# Miconia urceolata
Miconia urceolata är en tvåhjärtbladig växtart som beskrevs av Ignatz Urban. Miconia urceolata ingår i släktet Miconia och familjen Melastomataceae. Inga underarter finns listade i Catalogue of Life.